# Мурка, Бенедек
Бенедек Мурка (венг. Murka Benedek; род. 10 сентября 1997, Будапешт) — венгерский футболист, полузащитник клуба «Фехервар».

## Клубная карьера
Мурка начал профессиональную карьеру в клубе «Вашаш». 4 апреля 2015 года в матче против «Сольнока» он дебютировал во Второй лиге Венгрии. По итогам сезона Бенедек помог клубу выйти в элиту. 1 августа в матче против «Ференцвароша» он дебютировал в чемпионате Венгрии. Тем же летом для получения игровой практики Мурка на правах аренды перешёл в «Шиофок». 3 октября в матче против «Шрпрони ВСЕ» он дебютировал за новый клуб. 5 июня 2016 года в поединке против «Дьирмота» Бенедек забил свой первый гол за «Шиофок». После окончания аренды он вернулся в «Вашаш». 22 октября в поединке против «Дебрецена» Мурка забил свой первый гол за клуб.